# Kharkiv TEC-5
La centrale thermique de Kharkiv TEC 5, en ukrainien : Харківська ТЕЦ-5, est une centrale thermique dans l'oblast de Kharkiv en Ukraine.

## Localisation
Elle se situe à l'ouest de Kharkiv à Podvirki.

## Historique

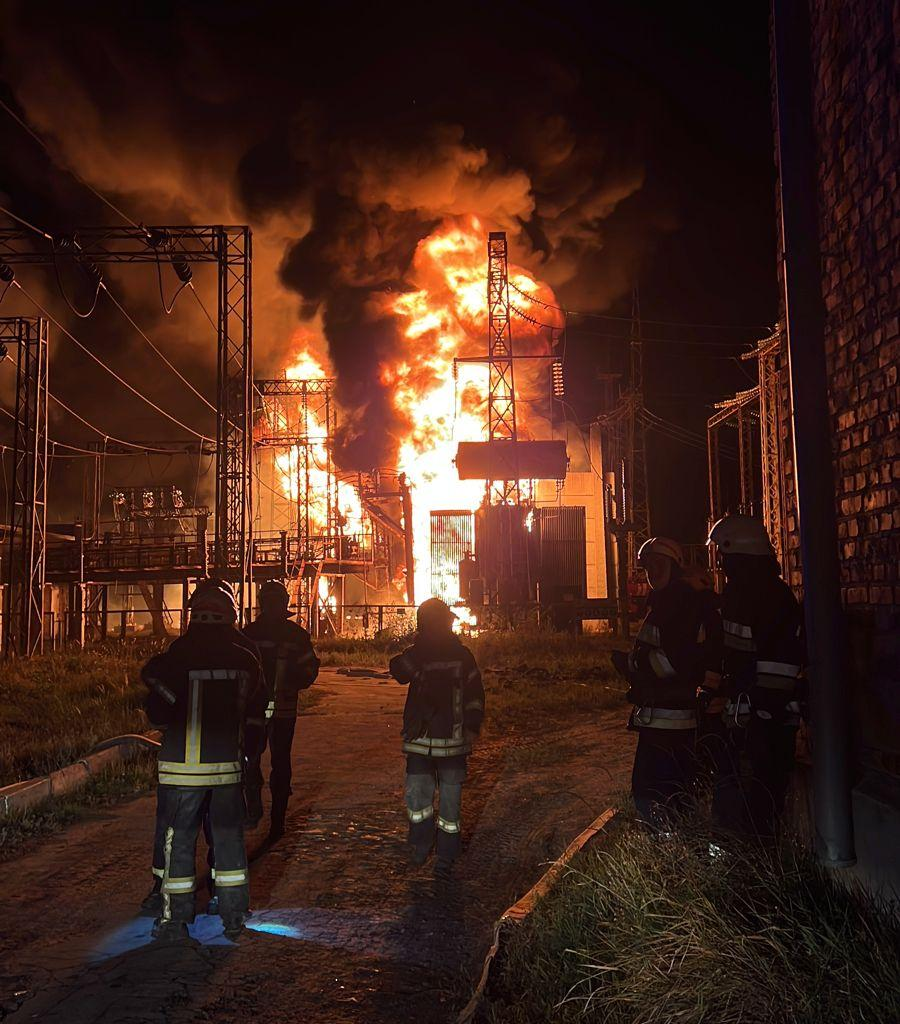
Image de la Police nationale (Ukraine) du 11 septembre 2022.

Elle a ouvert en 1980, elle fournit, en plus de l'électricité un réseau de chaleur pour la ville.
Lors de l'invasion de l'Ukraine par la Russie la centrale a été prise pour cible le 11 septembre 2022.

## Installations
Elle possède une cheminée de 330 mètres.

## liens internes
- centrale thermique Kyiv TEC 5.